# Östkustleden
Östkustleden är en 78 km lång vandringsled utefter Gotlands östra kust. Den sträcker sig från Anga i norr till Närsholm i söder, och passerar bland annat genom Katthammarsvik, Herrvik och Ljugarn. Leden går genom åtta naturreservat. 

## Bakgrund
Leden invigdes den 24 juni 2020 av landshövding Anders Flanking. Den har skapats av utvecklingsbolag och hembygdsföreningar i de socknar den passerar igenom. Arbetet med att anlägga leden har skett med finansiering från gotländska Leader Gute, Region Gotland och Länsstyrelsen i Gotlands län. Leden förvaltas av Föreningen Östkustleden.